# ۸۷۹ (خورشیدی)
۸۷۹ هشتصد و هفتاد و نهمین سال هجری خورشیدی است.

## رویدادها
- برابر با (۹۰۶ ه‍.ق.) - شیبک خان ازبک بخشی از فرارود را با شهر سمرقند از یکی از نوادگان امیر تیمور گرفت و به تخت پادشاهی نشست.